# The vOICe
The vOICe es un sistema no invasor de sustitución de la visión que convierte imágenes en ondas acústicas moduladas. La base detrás de este sistema de sustitución de la visión es un software, desarrollado por Peter Meijer. Este software convierte la posición y la oscuridad de una imagen de fuente en una onda acústica con una frecuencia y una amplitud moduladas determinadas. Este software trabaja desde el concepto de sinestesia artificial, tratando de crear una visión de manera artificial a través de otro sentido, el oído.
- Datos: Q356133
- Multimedia: Sensory substitution / Q356133